# Grand Prix E3 2007
Le Grand Prix E3 2007 est la 50e édition de cette course cycliste masculine sur route. Il a lieu le 31 mars 2007 en Belgique. Elle a été remportée par le Belge et triple tenant du titre Tom Boonen (Quick Step-Innergetic) devant le Suisse Fabian Cancellara (CSC) et l'Allemand Marcus Burghardt (T-Mobile).

## Présentation

### Équipes
Vingt-cinq équipes participent à la course : 17 faisant partie des ProTeams, la première division mondiale, sept font partie des équipes continentales professionnelles, la seconde division mondiale et la dernière est une équipe continentale, la troisième division.
| ProTeams (17)- Quick Step-Innergetic - Predictor-Lotto - CSC - AG2R Prévoyance - La Française des jeux - Gerolsteiner - T-Mobile - Lampre-Fondital - Liquigas - Team Milram - Rabobank - Discovery Channel - Astana - Unibet.com - Cofidis-Le Crédit par Téléphone - Bouygues Telecom - Crédit agricole Équipes continentales professionnelles (7)- Chocolade Jacques-Topsport Vlaanderen - Landbouwkrediet-Tönissteiner - Acqua & Sapone-Caffè Mokambo - Wiesenhof-Felt - Skil-Shimano - DFL-Cyclingnews-Litespeed - Navigators Insurance Équipe continentale- Jartazi-Promo Fashion Continental |
| |

## Classements

### Classement final
| \| Classement général \| Classement général \| Classement général \| Classement général \| Classement général \| \| Coureur \| Coureur \| Pays \| Équipe \| Temps \| \| ------------------ \| ------------------ \| ------------------ \| ------------------------------- \| ------------------ \| \| 1er \| Tom Boonen \| Belgique \| Quick Step-Innergetic \| 4 h 55 min 36 s \| \| 2e \| Fabian Cancellara \| Suisse \| CSC \| + 0 s \| \| 3e \| Marcus Burghardt \| Allemagne \| T-Mobile \| + 0 s \| \| 4e \| Manuel Quinziato \| Italie \| Liquigas \| + 0 s \| \| 5e \| Allan Johansen \| Danemark \| CSC \| + 42 s \| \| 6e \| Roy Sentjens \| Belgique \| Predictor-Lotto \| + 46 s \| \| 7e \| Philippe Gilbert \| Belgique \| La Française des jeux \| + 46 s \| \| 8e \| Baden Cooke \| Australie \| Unibet.com \| + 46 s \| \| 9e \| Stuart O'Grady \| Australie \| CSC \| + 46 s \| \| 10e \| Alessandro Ballan \| Italie \| Lampre-Fondital \| + 46 s \| \| 11e \| Sergueï Ivanov \| Russie \| Astana \| + 46 s \| \| 12e \| Óscar Freire \| Espagne \| Rabobank \| + 46 s \| \| 13e \| Stijn Devolder \| Belgique \| Discovery Channel \| + 46 s \| \| 14e \| Michael Boogerd \| Pays-Bas \| Rabobank \| DQ \| \| 15e \| Murilo Fischer \| Brésil \| Liquigas \| + 2 min 25 s \| \| 16e \| Staf Scheirlinckx \| Belgique \| Cofidis-Le Crédit par Téléphone \| + 2 min 25 s \| \| 17e \| Simone Masciarelli \| Italie \| Acqua & Sapone - Caffè Mokambo \| + 2 min 25 s \| \| 18e \| Arnaud Coyot \| France \| Unibet.com \| + 2 min 25 s \| \| 19e \| Martin Elmiger \| Suisse \| AG2R Prévoyance \| + 2 min 25 s \| \| 20e \| Bert De Waele \| Belgique \| Landbouwkrediet-Tönissteiner \| + 2 min 25 s \| |                    |           |                                 |                 |
| |                    |           |                                 |                 |
| Source : ProCyclingStats |                    |           |                                 |                 |
| Classement général |                    |           |                                 |                 |
| Coureur | Coureur            | Pays      | Équipe                          | Temps           |
| 1er | Tom Boonen         | Belgique  | Quick Step-Innergetic           | 4 h 55 min 36 s |
| 2e | Fabian Cancellara  | Suisse    | CSC                             | + 0 s           |
| 3e | Marcus Burghardt   | Allemagne | T-Mobile                        | + 0 s           |
| 4e | Manuel Quinziato   | Italie    | Liquigas                        | + 0 s           |
| 5e | Allan Johansen     | Danemark  | CSC                             | + 42 s          |
| 6e | Roy Sentjens       | Belgique  | Predictor-Lotto                 | + 46 s          |
| 7e | Philippe Gilbert   | Belgique  | La Française des jeux           | + 46 s          |
| 8e | Baden Cooke        | Australie | Unibet.com                      | + 46 s          |
| 9e | Stuart O'Grady     | Australie | CSC                             | + 46 s          |
| 10e | Alessandro Ballan  | Italie    | Lampre-Fondital                 | + 46 s          |
| 11e | Sergueï Ivanov     | Russie    | Astana                          | + 46 s          |
| 12e | Óscar Freire       | Espagne   | Rabobank                        | + 46 s          |
| 13e | Stijn Devolder     | Belgique  | Discovery Channel               | + 46 s          |
| 14e | Michael Boogerd    | Pays-Bas  | Rabobank                        | DQ              |
| 15e | Murilo Fischer     | Brésil    | Liquigas                        | + 2 min 25 s    |
| 16e | Staf Scheirlinckx  | Belgique  | Cofidis-Le Crédit par Téléphone | + 2 min 25 s    |
| 17e | Simone Masciarelli | Italie    | Acqua & Sapone - Caffè Mokambo  | + 2 min 25 s    |
| 18e | Arnaud Coyot       | France    | Unibet.com                      | + 2 min 25 s    |
| 19e | Martin Elmiger     | Suisse    | AG2R Prévoyance                 | + 2 min 25 s    |
| 20e | Bert De Waele      | Belgique  | Landbouwkrediet-Tönissteiner    | + 2 min 25 s    |

## Liste des participants
| Légende | Légende                                                                    | Légende | Légende                                                    |
| ------- | -------------------------------------------------------------------------- | ------- | ---------------------------------------------------------- |
| Num     | Dossard de départ porté par le coureur sur ce Grand Prix E3                | Pos     | Position à l'arrivée de la course                          |
|         | Indique un maillot de champion national ou mondial, suivi de sa spécialité | NP      | Indique un coureur qui n'a pas pris le départ de la course |
| AB      | Indique un coureur qui n'a pas terminé la course                           | HD      | Indique un coureur qui a terminé la course hors des délais |

| Liste des participants | Liste des participants   | Liste des participants |
| --- | ------------------------ | ---------------------- |
| \| Quick Step-Innergetic QSI \| Quick Step-Innergetic QSI \| Quick Step-Innergetic QSI \| \| ------------------------- \| ------------------------- \| ------------------------- \| \| Num \| Coureur \| Pos \| \| 1 \| Tom Boonen (BEL) \| 1er \| \| 2 \| Paolo Bettini (ITA) \| 24e \| \| 3 \| Peter Van Petegem (BEL) \| 21e \| \| 4 \| Kevin Hulsmans (BEL) \| 51e \| \| 5 \| Sébastien Rosseler (BEL) \| AB \| \| 6 \| Kevin Van Impe (BEL) \| 99e \| \| 7 \| Gert Steegmans (BEL) \| AB \| \| 8 \| Steven de Jongh (NED) \| 45e \| |                          |                        |
| Quick Step-Innergetic QSI |                          |                        |
| Num | Coureur                  | Pos                    |
| 1 | Tom Boonen (BEL)         | 1er                    |
| 2 | Paolo Bettini (ITA)      | 24e                    |
| 3 | Peter Van Petegem (BEL)  | 21e                    |
| 4 | Kevin Hulsmans (BEL)     | 51e                    |
| 5 | Sébastien Rosseler (BEL) | AB                     |
| 6 | Kevin Van Impe (BEL)     | 99e                    |
| 7 | Gert Steegmans (BEL)     | AB                     |
| 8 | Steven de Jongh (NED)    | 45e                    |

| Quick Step-Innergetic QSI | Quick Step-Innergetic QSI | Quick Step-Innergetic QSI |
| ------------------------- | ------------------------- | ------------------------- |
| Num                       | Coureur                   | Pos                       |
| 1                         | Tom Boonen (BEL)          | 1er                       |
| 2                         | Paolo Bettini (ITA)       | 24e                       |
| 3                         | Peter Van Petegem (BEL)   | 21e                       |
| 4                         | Kevin Hulsmans (BEL)      | 51e                       |
| 5                         | Sébastien Rosseler (BEL)  | AB                        |
| 6                         | Kevin Van Impe (BEL)      | 99e                       |
| 7                         | Gert Steegmans (BEL)      | AB                        |
| 8                         | Steven de Jongh (NED)     | 45e                       |